# ビオセボン・ジャポン
ビオセボン・ジャポン株式会社は、東京都中央区に本社を置く日本の小売事業者で、イオン株式会社の子会社。

## 概要
日本国内におけるオーガニック市場拡大を目的に、2016年にイオン株式会社と、フランスを中心にヨーロッパでオーガニック小型スーパーマーケットを展開するBio c’ Bon社を傘下に擁する、Marne & Finance Europe社（本社：ブリュッセル）で合弁会社を設立した。
東京都と神奈川県での店舗展開の他に、日本全国への配送に対応しているオンラインストアの運営も行われている。なお、自社製品の一部はイオン九州へも供給されている。

## 沿革
- 2016年6月 - イオン株式会社とMarne & Finance Europe社の合弁会社として設立。[2]
- 2016年12月 - 日本１号店「ビオセボン 麻布十番店」を東京都港区麻布十番にオープン。[3]
- 2018年6月 - イオンスタイル新百合ヶ丘内に神奈川県内初出店となる「ビオセボン　新百合ヶ丘店」をオープン。
- 2018年12月 - 親会社のイオン株式会社が、フランス国内でオーガニック専門スーパーマーケットを展開するBio c' Bon SAS社への出資を発表。日本とフランスにおける商品開発やサプライチェーン構築等の事業戦略の検討に参画[4]。
- 2020年9月 - Bio c' Bon SAS社が経営破綻。その後、カルフールがBio c' Bon SAS社を買収[5]。